# USS Snapper (SS-185)
USS Snapper (SS-185) là một  tàu ngầm lớp Salmon được Hải quân Hoa Kỳ chế tạo vào nữa sau thập niên 1930. Nó là chiếc tàu chiến thứ ba và là tàu ngầm thứ hai của Hải quân Hoa Kỳ được đặt cái tên này, theo tên họ Cá hồng (Lutjanidae). Nó đã phục vụ trong suốt Chiến tranh Thế giới thứ hai, thực hiện tổng cộng mười một chuyến tuần tra và đánh chìm bốn tàu Nhật Bản với tổng tải trọng 8.145 tấn. Con tàu được rút về làm nhiệm vụ huấn luyện từ cuối năm 1944, rồi ngừng hoạt động sau khi xung đột chấm dứt và cuối cùng bị bán để tháo dỡ vào năm 1948. Snapper được tặng thưởng sáu Ngôi sao Chiến trận do thành tích phục vụ trong Thế Chiến II.

## Thiết kế và chế tạo
Thiết kế của lớp Salmon được cải tiến dựa trên lớp Porpoise Kiểu P-5 dẫn trước, là thế hệ tàu ngầm đầu tiên đạt được tốc độ 21 hải lý trên giờ (39 km/h) với một hệ thống động lực tin cậy, cho phép chúng hoạt động phối hợp với các thiết giáp hạm tiêu chuẩn trong đội hình hạm đội. Ngoài ra, tầm hoạt động 11.000 hải lý (20.000 km) mà không cần tiếp thêm nhiên liệu cho phép chúng tuần tra đến tận vùng biển nhà Nhật Bản. Hệ thống động lực "tổng hợp" bao gồm bốn động cơ diesel, gồm hai chiếc vận hành trực tiếp trục chân vịt và hai chiếc để chạy máy phát điện dùng cho nạp ắc quy hay tăng tốc trên mặt nước.  Lườn tàu có cấu trúc vỏ kép một phần với hai đầu là vỏ đơn, vốn là một phiên bản hoàn thiện hơn của chiếc USS Dolphin (SS-169) và áp dụng thành công trên lớp Porpoise Kiển P-3 và P-5, kỹ thuật hàn đã được các xưởng tàu áp dụng rộng rãi cho toàn bộ cấu trúc con tàu.
Snapper có chiều dài 308 foot (94 m), với trọng lượng choán nước khi nổi là 1.435 tấn Anh (1.458 t) và khi lặn là 2.198 tấn Anh (2.233 t). Nó được trang bị động cơ General Motors Kiểu 16-248 V16, công suất 1.535 hp (1.145 kW) mỗi chiếc. Vũ khí trang bị chính được tăng lên tám ống phóng ngư lôi 21 in (530 mm), gồm bốn ống trước mũi và bốn ống phía đuôi, và được bổ sung máy tính dữ liệu ngư lôi để chúng hiệu quả hơn. Con tàu còn có một hải pháo 3 inch/50 caliber trên boong tàu và bốn súng máy M1919 Browning .30-caliber (7,62 mm).
Snapper được đặt lườn tại Xưởng hải quân Portsmouth ở Kittery Maine vào ngày 23 tháng 7, 1936. Nó được hạ thủy vào ngày 24 tháng 8, 1937, được đỡ đầu bởi bà Katharine R. Stark, phu nhân Chuẩn đô đốc Harold R. Stark, và được cho nhập biên chế cùng Hải quân Hoa Kỳ vào ngày 16 tháng 12, 1937 dưới quyền chỉ huy của Hạm trưởng, Đại úy Hải quân F. O. Johnson.

## Lịch sử hoạt động

### 1938 - 1941
Khởi hành từ Portsmouth, New Hampshire vào ngày 10 tháng 5, 1938 cho chuyến đi chạy thử máy huấn luyện, Snapper đã lần lượt viếng thăm Cuba, vùng kênh đào Panama, Peru và Chile trước khi quay trở về vào ngày 16 tháng 7, nơi nó tiến hành sửa chữa sau chạy thử máy. Nó được điều động gia nhập Hải đội Tàu ngầm 3 vào ngày 3 tháng 10, đặt căn cứ tại Balboa, Panama, và tham gia các đợt huấn luyện và thực hành hạm đội cho đến ngày 15 tháng 3, 1939. Nó được đại tu tại Xưởng hải quân Portsmouth cho đến ngày 9 tháng 5, rồi ghé đến Căn cứ Tàu ngầm Hải quân New London tại New London, Connecticut, trước khi được điều sang vùng bờ Tây, đi đến San Diego, California vào ngày 2 tháng 6. Nó khởi hành vào ngày 1 tháng 7 để đi sang Trân Châu Cảng, và tập trận hạm đội tại vùng biển quần đảo Hawaii. Nó được đại tu tại Xưởng hải quân Mare Island ở Vallejo, California từ ngày 1 tháng 12, 1939 đến ngày 1 tháng 3, 1940.
Quay trở lại San Diego, Snapper được điều động gia nhập Hải đội Tàu ngầm 6, rồi lên đường đi sang quần đảo Hawaii vào ngày 1 tháng 4, 1940, đi đến Trân Châu Cảng vào ngày 9 tháng 4. Ngoại trừ một chuyến đi đến trong tháng 10 và tháng 11, 1940, chiếc tàu ngầm ở lại vùng biển Hawaii tham gia các đợt thực hành huấn luyện và tập trận hạm đội cho đến ngày 3 tháng 5, 1941. Nó trải qua một đợt đại tu khác tại Mare Island, và sau khi hoàn tất đã gia nhập Hải đội Tàu ngầm 2 đặt căn cứ tại San Diego. Đến tháng 10, 1941, nó được điều sang tăng cường cho Lực lượng Tàu ngầm trực thuộc Hạm đội Á Châu, và đang hoạt động tại vùng biển Philippines khi Hải quân Đế Quốc Nhật Bản bất ngờ tấn công căn cứ Trân Châu Cảng vào ngày 7 tháng 12 khiến chiến tranh bùng nổ tại Mặt trận Thái Bình Dương.

### 1942

#### Chuyến tuần tra thứ nhất
Khởi hành từ Manila, Philippines vào ngày 19 tháng 12, 1941 cho chuyến tuần tra trong chiến tranh, Snapper hoạt động dọc theo tuyến hàng hải giữa Hong Kong và đảo Hải Nam cho đến ngày 8 tháng 1, 1942 khi nó hướng đến vịnh Davao ở phía Đông Nam đảo Mindanao, Philippines. Vào ngày 12 tháng 1, nó tấn công một tàu tiếp liệu Nhật Bản nhưng không thành công vì bị một tàu khu trục phản công. Đến ngày 24 tháng 1, nó lại tấn công một tàu tiếp liệu nhưng không có kết quả. Khi nó tiếp cận eo biển Bangka vào ngày 1 tháng 2, nó bị một tàu khu trục đối phương phát hiện, nhưng đợt tấn công bằng mìn sâu của đối phương không hiệu quả; nó đáp trả với hai quả ngư lôi nhưng không trúng mục tiêu. Nó kết thúc chuyến tuần tra khi đi đến Soerabaja, Java vào ngày 10 tháng 2, rồi tiếp tục đi đến Fremantle, Australia.

#### Chuyến tuần tra thứ hai
Khởi hành từ Fremantle vào ngày 6 tháng 3 cho chuyến tuần tra thứ hai tại vùng biển Tarakan ở phía Tây đảo Borneo, do không tìm thấy mục tiêu phù hợp, Snapper chuyển hướng đến vịnh Davao. Vào ngày 31 tháng 3, nó lần lượt phóng ba quả ngư lôi nhắm vào một tàu buôn vũ trang lớn từ khoảng cách 600 thước Anh (550 m), khiến đối thủ bị hư hại, và sau đó buộc phải lặn sâu để né tránh phản công từ một tàu hộ tống. Đêm hôm đó nó đi đến đảo Mactan để chất dỡ đạn dược và nhận lên tàu 46 tấn thực phẩm, rồi vận chuyển đến Corregidor đang bị quân đội Nhật Bản bao vây. Đến nơi vào ngày 4 tháng 4, nó chuyển số hàng hóa sang tàu cứu hộ tàu ngầm Pigeon (ASR-6) trước khi giúp triệt thoái 27 người về Australia. Trên đường quay về căn cứ vào ngày 23 tháng 4, nó đi đến để trợ giúp cho tàu ngầm Searaven (SS-196) gặp tai nạn hỏa hoạn tại phòng động cơ. Snapper đã kéo Searaven quay trở về Fremantle.

#### Chuyến tuần tra thứ ba
Trong chuyến tuần tra thứ ba tại các vùng biển Flores, eo biển Makassar và phía Tây biển Celebes từ ngày 29 tháng 5 đến ngày 16 tháng 7, Snapper không tìm thấy mục tiêu nào giá trị.

#### Chuyến tuần tra thứ tư
Trong chuyến tuần tra thứ tư tại khu vực biển Đông từ ngày 8 tháng 8 đến ngày 26 tháng 10, Snapper đã phóng hai quả ngư lôi tán công một tàu buôn vào ngày 19 tháng 8, nhưng buộc phải lặn xuống né tránh phản công từ một tàu hộ tống nên không thể xác định kết quả. Các mục tiêu khác tìm thấy đều ở khoảng cách quá xa hay vị trí không thuận lợi để tấn công.

### 1943

#### Chuyến tuần tra thứ năm, thứ sáu và thứ bảy
Sau các chuyến tuần tra thứ năm vào cuối năm 1942 và thứ sáu vào đầu năm 1943 không mang lại kết quả. Snapper trải qua một đợt đại tu trước khi xuất phát từ Trân Châu Cảng vào ngày 26 tháng 7, 1943 cho chuyến tuần tra thứ bảy tại khu vực phụ cận Guam. Sau khi phát hiện hai tàu buôn lớn neo đậu tại Apra Harbor, Guam, nó tuần tra phục kích bên ngoài cảng trong một tuần tiếp theo, khi các mục tiêu rời cảng vào ngày 27 tháng 8. Nó phóng ba quả ngư lôi vào một mục tiêu và một quả vào mục tiêu còn lại, và đã đánh chìm được tàu chở hành khách Tokai Maru (8.359 tấn) tại tọa độ 13°31′B 144°37′Đ / 13,517°B 144,617°Đ. Đến ngày 2 tháng 9, chiếc tàu ngầm tiếp cận một đoàn năm tàu buôn được hai tầu hộ tống bảo vệ, và khi các tàu buôn đổi hướng tách ra xa, nó tấn công một tàu hộ tống bên mạn trái, đánh chìm được tàu frigate Mutsure ở vị trí khoảng 85 hải lý (157 km) về phía Tây Bắc Truk thuộc quần đảo Caroline, tại tọa độ 08°40′B 151°34′Đ / 8,667°B 151,567°Đ. Nó nhanh chóng rút lui khỏi hiện trường khi chiếc tàu hộ tống còn lại tấn công bằng mìn sâu. Đến ngày 6 tháng 9, nó lại tấn công một đoàn tàu vận tải khác, phóng ra ba quả ngư lôi nhưng tất cả đều bị trượt. Con tàu kết thúc chuyến tuần tra khi quay trở về Trân Châu Cảng vào ngày 17 tháng 9.

#### Chuyến tuần tra thứ tám
Trong chuyến tuần tra thứ tám từ ngày 19 tháng 10 đến ngày 14 tháng 12 ngoài khơi đảo Honshū, Nhật Bản, trong bối cảnh biển động mạnh vào ngày 29 tháng 11, Snapper phát hiện một đoàn năm tàu buôn được hai tàu hộ tống bảo vệ. Một loạt ba quả ngư lôi phóng ra đã trúng đích hai quả, khiến cho tàu chở hàng Kenryu Maru (4.575 tấn) bốc cháy và đắm ngoài khơi Hachijō-jima, tại tọa độ 33°16′B 139°35′Đ / 33,267°B 139,583°Đ. Con tàu kết thúc chuyến tuần tra khi quay trở về Trân Châu Cảng, và trải qua một đợt đại tu.

### 1944

#### Chuyến tuần tra thứ chín
Xuất phát từ Trân Châu Cảng vào ngày 14 tháng 3, 1944 cho chuyến tuần tra thứ chín tại khu vực quần đảo Bonin, Snapper không tìm thấy mục tiêu phù hợp. Nó phát hiện một đoàn bao gồm 12 tàu vào ngày 24 tháng 3, và tấn công với tổng cộng tám quả ngư lôi và ghi được sáu quả trúng đích. Một tàu buôn đối phương đã bị hư hại, nhưng chiếc tàu ngầm không thể tiếp tục tấn công do biển động mạnh. Thời tiết bất lợi và hoạt động của tàu săn ngầm đối phương khiến nó không tấn công thêm mục tiêu nào khác, và quay trở về Midway vào ngày 29 tháng 4.

#### Chuyến tuần tra thứ mười
Trong chuyến tuần tra thứ mười từ ngày 27 tháng 5 đến ngày 21 tháng 7, Snapper làm nhiệm vụ tìm kiếm và giải cứu hỗ trợ cho các chiến dịch ném bom của Không lực xuống căn cứ Truk. Đang khi tuần tra trên mặt nước vào ngày 9 tháng 6, nó bất ngờ bị một máy bay đối phương tấn công và ném bom, khiến một thủy thủ tử trận, và nhiều người khác bị thương bao gồm hạm trưởng. Trong lúc lặn xuống né tránh, nó tiếp tục trúng bom; và khi con tàu quay trở lại mặt nước, lườn tàu chị áp lực của nó vẫn nguyên vẹn, nhưng một thùng dằn chứa nhiên liệu đã bị thủng. Nó tiến hành sửa chữa khẩn cấp rồi đi đến Majuro thuộc quần đảo Marshall vào ngày 13 tháng 6, nơi hai thủy thủ bị thương nặng được chuyển sang tàu tiếp liệu tàu ngầm Bushnell (AS-15). Sau khi được sửa chữa, nó tiếp tục chuyến tuần tra cho đến khi quay trở về Trân Châu Cảng vào ngày 21 tháng 7.

#### Chuyến tuần tra thứ mười một
Rời Trân Châu Cảng vào ngày 5 tháng 9 cho chuyến tuần tra thứ mười một, cũng là chuyến cuối cùng, tại khu vực quần đảo Bonin, vào ngày 1 tháng 10, Snapper bắt gặp một đoàn hai tàu buôn được một tàu hộ tống. Loạt ngư lôi nó phóng ra đã đánh chìm tàu rải mìn duyên hải Ajiro (720 tấn) và tàu chở hành khách Seian Maru (1.990 tấn) ở khu vực Tây Bắc quần đảo Bonin, tại tọa độ 28°11′B 139°30′Đ / 28,183°B 139,5°Đ. Sau đó nó chuyển sang nhiệm vụ tìm kiếm và giải cứu ngoài khơi cho đến ngày 18 tháng 10, rồi kết thúc chuyến tuần tra khi về đến Midway vào ngày 27 tháng 10, và tiếp tục đi đến Trân Châu Cảng. Chiếc tàu ngầm rời Trân Châu Cảng vào ngày 2 tháng 11 để quay về vùng bờ Tây, và được đại tu tại Xưởng hải quân Mare Island.

### 1945
Hoàn thành công việc trong xưởng tàu, Snapper lên đường vào ngày 9 tháng 3, 1945 và đi đến San Diego hai ngày sau đó, nơi nó phục vụ cho việc huấn luyện tại chỗ. Nó băng qua kênh đào Panama vào ngày 20 tháng 5 và đi đến New London, Connecticut vào ngày 27 tháng 5, Nơi nó tiếp nối vai trò huấn luyện cho đến khi chiến tranh chấm dứt.
Nó được cho xuất biên chế tại Boston, Massachusetts vào ngày 17 tháng 11, 1945. Tên nó được cho rút khỏi danh sách Đăng bạ Hải quân vào ngày 30 tháng 4, 1948, và con tàu bị bán cho hãng Interstate Metals Corp. tại thành phố New York để tháo dỡ vào ngày 18 tháng 5, 1948.

## Phần thưởng
Snapper được tặng thưởng sáu Ngôi sao Chiến trận do thành tích phục vụ trong Thế Chiến II. Nó được ghi công đã đánh chìm bốn tàu Nhật Bản với tổng tải trọng 8.145 tấn.
|  |                           |  |
|  | Silver star · Bronze star |  |

| Dãi băng Hoạt động Tác chiến  |                                                                         |                                      |
| Huân chương Chiến dịch Hoa Kỳ | Huân chương Chiến dịch Châu Á-Thái Bình Dương với 6 Ngôi sao Chiến trận | Huân chương Chiến thắng Thế Chiến II |